# John D. Morris
John David Morris, född 7 december 1946, död 29 januari 2023, var en amerikansk kristen kreationist som tror på teorin om en ung jord. Han är son till den som skapade den så kallade vetenskapliga kreationismen, Henry M. Morris. Efter dennes bortgång blev han president för Institute for Creation Research (ICR). Morris har skrivit ett antal böcker om kreationismen och har föreläst i  många olika kyrkor. Under många av hans presentationer diskuterade han fossilen och dess relation till evolutionen. 